# سهیل عیاری
سهیل عیاری (به فرانسوی: Soheil Ayari) متولد ۵ آوریل ۱۹۷۰ در اکس له بن(اکس لبن) راننده اتومبیلرانی فرانسه مخصوصاً در مسابقات استقامت و مسابقات بزرگ گردشگری می‌باشد که دارای اصالت ایرانی و افتخار ایران است با دو مقام سوم و دومی در بالاترین سطح مسابقات استقامتی جهان لمانز.

## زندگی‌نامه
سهیل عیاری' متولد ۵ آوریل ۱۹۷۰ در اکس له بن (Aix-les-Bains) می‌باشد.

## زندگی ورزشی
او ۷ بار در سالهای ۱۹۹۴، ۱۹۹۶، ۲۰۰۲، ۲۰۰۴، ۲۰۰۵، ۲۰۰۶ و ۲۰۰۷ قهرمان فرانسه شده‌است. او قبل از اینکه به عنوان اولین فرانسوی برندهٔ مسابقات قهرمانی جهان در فرمول ۳ در کشور ماکائو شود، در سال ۱۹۹۴ برنده مسابقات فرانسه در فرمول فورد و در سال ۱۹۹۶ قهرمان فرمول ۳ این کشور شد. از سال ۱۹۹۷ تا سال ۲۰۰۰، او در مسابقات بین‌المللی فرمول ۳۰۰۰ شرکت کرد که ۲ قهرمانی و یک مقام پنجمی را در سال ۱۹۹۸ کسب کرد. سال ۱۹۹۷ او درآزمون‌های تیم ویلیام F۱ شرکت کرد. سپس او در مسابقات سوپر توریسم فرانسه شرکت کرد و با اتومبیل‌های پژو ۴۰۶ و ۴۰۷ کوپه در سالهای ۲۰۰۲، ۲۰۰۴ و ۲۰۰۵ قهرمان این مسابقات شد.
از سال ۲۰۰۶، او در مسابقات فرانس جی تی شرکت کرد و با سالین در سالهای ۲۰۰۶ و ۲۰۰۷ قهرمان فرانسه شد. از سال ۲۰۰۳، باتیم Pescarolo - Judd در مسابقات Le Mans Series شرکت کرد و علی‌رغم کسب مقام چهارمی در سال ۲۰۰۴ و مقام پنجمی در سال ۲۰۰۹ نتوانست از سکوی مسابقات ۲۴ heures du Mans بالا برود. از سال ۲۰۰۶ او در کنار استفان اورته یی (Stéphane Ortelli)در تیم اورسا(Team Oreca)عضویت دارد.

## افتخارات
قهرمانی فرانسه در سالهای ۱۹۹۴، ۱۹۹۶، ۲۰۰۲، ۲۰۰۴، ۲۰۰۵، ۲۰۰۶ و ۲۰۰۷–۲ قهرمانی و یک مقام پنجمی در فرمول ۳۰۰۰ - قهرمان سوپر توریسم فرانسه در سالهای ۲۰۰۲، ۲۰۰۴ و ۲۰۰۵ - قهرمان فرانسه در مسابقات فرانس جی تی در سالهای ۲۰۰۶ و ۲۰۰۷